# Игор Стефановић
Игор Стефановић (Сврљиг, 17. јул 1987) српски је фудбалер, игра на позицији голмана. 

## Клупска каријера
Рођен је 17. јула 1987. године у Сврљигу. Играо је у млађим категоријама Радничког Ниша, а први наступ за сениорски тим имао 2004. године. У зимском прелазном року 2007. прешао је у Земун. Након што је дебитовао у српској Суперлиги, Стефановић је у лето 2007. прешао у Вождовац. За клуб је забележио само један наступ, пре него што је у зимском прелазном року 2008. прешао у Борац Чачак. Током наредних 18 месеци, Стефановић није успео да наступи за клуб, потпуно су га засенили искуснији Саша Радивојевић и Бранко Граховац. Потом је прешао у Банат Зрењанин, сакупивши девет наступа у Првој лиги Србије 2009/10.
У јулу 2011. године, одлази у Португалију, где игра за Санта Клару. Био је први голман тима у сезони 2011–12, играјући 90 минута на свих 30 утакмица. У јуну 2012. године потписао је трогодишњи уговор с Портом. Одмах је прекомандован у њихов резервни тим, редовно је играо у сезони 2012/13.
У лето 2015. године Стефановић је потписао уговор са Мореиренсеом. У својој дебитантској сезони остварио је 31 наступ у првенству, помажући им да избегну испадање. У јулу 2017. године прелази у шпански клуб Кордобу.
Крајем 2018. године Стефановић се вратио у Португалију и придружио се свом бившем клубу Ароука. Од 2019. године брани за Леисоиш Спорт Клуб.

## Репрезентација
Бранио је на четири утакмице за младу репрезентацију Србије. Био је на списку младе репрезентације за Европско првенство у Холандији 2007. године, када је Србија освојила друго место.

## Успеси
Мореиренсе
- Лига куп Португалије: 2016/17.